# Microcerella apicalis
Microcerella apicalis är en tvåvingeart som först beskrevs av Townsend 1934.  Microcerella apicalis ingår i släktet Microcerella och familjen köttflugor. Inga underarter finns listade i Catalogue of Life.